# Glaucocharis margretella
Glaucocharis margretella là một loài bướm đêm trong họ Crambidae.